# Площадь Цезаря Куникова
Пло́щадь Це́заря Ку́никова — площадь у Садового кольца в Басманном районе Москвы. Расположена на углу Садовой-Черногрязской улицы и улицы Покровка.

## Происхождение названия
Названа в честь Героя Советского Союза Ц. Л. Куникова — участника Второй мировой войны, командира десантного отряда, захватившего плацдарм «Малая земля».

## Описание
Площадь Цезаря Куникова находится у внутренней стороны Садового кольца на углу Садовой-Черногрязской и Покровки рядом с площадью Земляной Вал. Домов за площадью не числится.

## Общественный транспорт
Мимо площади проходят автобусы Б, м3, м3к, 40, 78, 024, н3.